# Грінблат Ромуальд
Ромуальд Грінблат (Ромуальд Самуїлович Грінблат; латис. Romualds Grīnblats; 1930—1995) — радянський латвійський композитор. Лауреат Державної премії Латвійської РСР (1960). Заслужений діяч мистецтв РРФСР (1987).

## Життєпис
Народився 11 квітня 1930 р. у м. Калінін. Закінчив Латвійську консерваторію (1955, клас А. Скулте).
Працював на Латвійському радіо, у музичній редакції Державного видавництва Латвійської РСР. З середини 1970-х років жив у Ленінграді.
Автор семи симфоній (1954, 1957, 1964, 1967, 1983, 1990, 1995), фортепіанного (1963) і флейтового (1970) концертів, симфонічних поем «Даугава» (1966) і «Балада» (1966), сюїти «Мольєр» для клавесину та струнного оркестру (1973, на основі музики до п'єси Михайла Булгакова «Кабала святош»), циклу «Вправи з фонетики» для хору з інструментальним супроводом (1969, вірші Роберта Рождественського), камерної музики.
Автор мюзиклу «Зелена пташка» (1970, за Карло Гоцці) і рок-опери «Фламандська легенда» (1978, лібретто Юлія Кіма за мотивами роману Шарля де Костера «Легенда про Уленшпігеля») для ансамблю «Співочі гітари».
Писав також музику до кінофільмів, зокрема до української стрічки «Яблуко на долоні» (1982).

## Фільмографія
- «Дякую за весну» (1961)
- «Обдурені» (1961)
- «Він живий» (1963, к/м)
- «На трасі» (1963, к/м)
- «Двоє» (1965)
- «Іду шукати» (1966)
- «„Циклон“ почнеться вночі» (1966)
- «Ноктюрн» (1966)
- «Гроза» (1967, к/м)
- «24-25 не повертається» (1968)
- «Гойдалка» (1970)
- «Зламана підкова» (1973)
- «Дотик» (1973)
- «Луначарський, нарком» (1975, документальний)
- «Згубна справа» (1981, к/м)
- «Яблуко на долоні» (1982, Кіностудія ім. О. Довженка)
- «Чукоккала» (1985, фільм-спектакль)
- «Раз, два — лихо не біда!» (1988) та ін.